# Nguyễn Minh Tâm (ca sĩ)
Nguyễn Minh Tâm sinh ngày 20 tháng 12 năm 1972 tại thị trấn Đô Lương, huyện Đô Lương tỉnh Nghệ An, được phong tặng Nghệ sĩ ưu tú năm 2023. Hiện anh là diễn viên hát của Đoàn Ca Múa Nhạc dân tộc, thuộc Trung tâm Nghệ thuật truyền thống tỉnh Nghệ An.

## Sự nghiệp
Năm 1996, sau khi tốt nghiệp Trường Trung cấp Văn hóa Nghệ thuật tỉnh Nghệ An, anh về công tác tại Đoàn Ca Múa Kịch Hương Sen Nghệ An (sau gọi là Đoàn Ca, Múa, Nhạc dân tộc, nay là Trung tâm Nghệ thuật Truyền thống Nghệ An). 
Năm 2009, anh là Đội trưởng Đội Ca, Múa, Nhạc dân tộc của Đoàn Ca Múa Kịch Hương Sen. 

## Giải thưởng
- Giải Ba giọng hát hay trên sóng phát thanh toàn quốc (1997).

- Huy chương Vàng Liên hoan Tiếng hát Làng Sen toàn quốc (2000).

- Huy chương Vàng Liên hoan Ca, Múa, Nhạc chuyên nghiệp toàn quốc (2005).

- Huy chương Vàng Liên hoan Ca, Múa, Nhạc chuyên nghiệp toàn quốc (2012).

- Giải A Liên hoan Âm nhạc Bắc miền Trung (2013).

- Huy chương Bạc Liên hoan Ca, Múa, Nhạc chuyên nghiệp toàn quốc (2015).

- Huy chương Vàng Liên hoan Ca, Múa, Nhạc chuyên nghiệp toàn quốc với tiết mục tập thể, trong đó Nguyễn Minh Tâm có vai trò là diễn viên ca chính (2022).

- Huy chương Vàng Liên hoan Âm nhạc ASEAN.